# Embargo de armas das Nações Unidas à Somália
Como reação ao conflito em curso e à deterioração da situação humanitária na Somália, o Conselho de Segurança das Nações Unidas impôs um embargo de armas à Somália em janeiro de 1992.
O embargo foi alterado para permitir o fornecimento de armas às forças governamentais somalis em fevereiro de 2007.
Em 15 de novembro de 2019, o Conselho de Segurança renovou o mandato até 15 de dezembro de 2020, ao mesmo tempo em que estendeu isenções para o embargo de armas e autorizações de execução para a proibição do comércio ilícito.